# Московська кільцева автомобільна дорога
Московська кільцева автомобільна дорога (МКАД) (рос. Московская кольцевая автомобильная дорога (МКАД)) — кільцева дорога в Москві, що проходить переважно (до 1984 року — повністю) адміністративною межею міста. Довжина — 108,9 км.

## Історія
Проєктування МКАДу розпочалося в 1935 році, але через німецько-радянську війну повністю не вдалося здійснити задумане. Реконструкція дороги почалася в 1956 році, а в 1962 був відкритий рух через усе кільце. Кільце мало вигляд 2 доріг 7-метрової ширини, розділених 4-метровою роздільною лінією.
З початку 90-х років виникла нагальна проблема реконструкції дороги. Постійні затори, аварії значно ускладнювали рух по магістралі. Планувалося освітити дороги, поставити бар'єрне загородження для розділення напрямку руху. Другий етап, який включав у себе розширення дороги до 50 м і збільшення кількості смуг руху до 7, розпочалася у 1995 році.

## Нинішній стан
- Ширина МКАД — 10 смуг, по п'ять смуг у кожному напрямку руху. З них 4 мають ширину 3,75 м і п'ята, перехідно-швидкісна, має ширину 4,5 м.
- Довжина МКАД — 108,9 км.
- Середня відстань від центру Москви — 17,35 км(найбільша — 22,1 км від Каширського шосе, 24-ий км).

## Маршрут
| Відстань (approx.) |  | Напрямки                                                                                  |
| ------------------ |  | ----------------------------------------------------------------------------------------- |
| 0 km               |  | Автомагістраль М7 (шосе Ентузіастів) — Нижній Новгород                                    |
| 2 km               |  | вулиця Перемоги — Реутов, Івановське                                                      |
| 4 km               |  | Кетчерська вулиця, Носовихінське шосе — Балашиха, Електроуглі                             |
| 7 km               |  | Вулиця Молдагулової/Новоухтомське шосе                                                    |
| 8 km               |  | Рязанський проспект/Лермонтовський проспект — Люберці                                     |
| 11 km              |  | Автомагістраль М5 (Волгоградський проспект/Новорязанське шосе) — Аеропорт Биково, Рязань  |
| 14 km              |  | Вулиця Верхні Поля/Новоєгор'євське шосе — Котельники                                      |
| 16 km              |  | Вулиця Капотня/вулиця Енергетиків — Дзержинський, Капотня                                 |
| 20 km              |  | Бесединське шосе — Беседи                                                                 |
| 24 km              |  | Каширське шосе                                                                            |
| 27 km              |  | Автомагістраль М4 (Липецька вулиця) — Аеропорт Домодєдово, Видне, Кашира, Ростов-на-Дону  |
| 30 km              |  | Востряковський проїзд — Ізмайлово                                                         |
| 33 km              |  | Автомагістраль М2 (Варшавське шосе, Сімферопольське шосе) — Подольськ, Аеропорт Остаф'єво |
| 35 km              |  | Вулиця Поляни — Бутово                                                                    |
| 38 km              |  | вулиця Паустовського — Ясенево                                                            |
| 41 km              |  | A130, вулиця Профсоюзна                                                                   |
| 45 km              |  | Автомагістраль М3 (Київське шосе) — Аеропорт Внуково, Брянськ, Київ                       |
| 48 km              |  | Боровське шосе, вулиця Озерна                                                             |
| 55 km              |  | Автомагістраль М1 (Мінське шосе), Можайське шосе — Смоленськ, Берестя                     |
| 56 km              |  | вулиця Горбунова — Немчиновка                                                             |
| 60 km              |  | A106 (Рублево-Успенське шосе) — Успенське                                                 |
| 61 km              |  | Рублево-Успенське шосе — Рублево                                                          |
| 63 km              |  | Автомагістраль М9 проспект Маршала Жукова, Новоризьке шосе — Рига, Великі Луки            |
| 65 km              |  | М'якининський проїзд — М'якинино                                                          |
| 68 km              |  | A109 (Волоколамське шосе) — Дєдовськ, Петрово-Дальнє                                      |
| 72 km              |  | Новокуркинське шосе — Куркино                                                             |
| 74 km              |  | вулиця Свободи, Молодіжна вулиця — Куркино                                                |
| 75 km              |  | Автомагістраль М10 (Ленінградське шосе) — Аеропорт Шереметьєво, Хімки, Санкт-Петербург    |
| 78 km              |  | Автомагістраль М11                                                                        |
| 82 km              |  | A104 (Дмитровське шосе) — Дубна, Дмитров                                                  |
| 85 km              |  | Алтуф'євське шосе — Вешки                                                                 |
| 91 km              |  | Осташковська вулиця                                                                       |
| 95 km              |  | Автомагістраль М8 (Ярославське шосе) — Ярославль                                          |
| 103 km             |  | Хабаровська вулиця — Абрамцево                                                            |
| 105 km             |  | A103 (Щолковське шосе) — Щолково                                                          |